# Marcel et son orchestre
Marcel et son orchestre est un groupe français de rock festif, originaire de Boulogne-sur-Mer, dans le Pas-de-Calais.
Très actif à l’aube des années 2000 sur la scène du rock alternatif, Marcel et son orchestre compte plus de 400 000 albums vendus et se sera produit plus de 1 000 fois sur scène depuis ses débuts.

## Histoire

### Formation et débuts
Marcel et son Orchestre est une formation initiée par Franck Vandecasteele (Mouloud) vers la fin des années 1980 du côté de Boulogne-sur-Mer. Vouant une admiration pour les grands de la chanson française et un certain penchant pour la déconne, le collectif alors composé de Fabrice, Laurent, Luc et Franck donne son premier concert le 16 mai 1986. Dans les années qui vont suivre, le groupe commence à jouer déguisé et de nouveaux membres apparaissent, notamment Vincent Sarrazin (Agaboumboum). Les répétitions ont lieu dans un blockhaus de la 2e Guerre Mondiale au Portel.
En 1989, Marcel et son Orchestre arrive en demi-finale des sélections régionales du Printemps de Bourges et s’enrichit d’une section cuivre, mise en avant par Christophe Carlin (Tof’) et Frédéric Labit (Tibal), qui collera définitivement au son de la formation. Une première cassette démo Bel Air verra le jour, les Marcel jouent à 9 sur scène et commencent à écumer les scènes et les tremplins du Nord-Pas de Calais, allant jusqu’à représenter la région aux découvertes du Printemps de Bourges.
Le groupe enregistre une seconde cassette intitulée Funky Tongues qui ne sera jamais distribuée, et c’est à cette époque que Jean Baptiste Jimenez (Jibé ou John Bob) devient le guitariste en titre. En octobre 1993 sort le premier maxi-CD éponyme avec Damien Deltour au chant. Le disque permet à Marcel et son Orchestre d’aller s’exporter hors région, principalement en Bretagne. À cette période, le groupe répète à Douai et Pascal Lebon (Bouli) prend le poste de bassiste. Une souscription est lancée pour le premier album par Franck et 300 fans répondent à l’appel : Sale Bâtard sort en avril 1996. C’est Eduardo qui sera au chant pour cet opus. Les sessions d’enregistrement auront lieu au studio du Bras d’or, à Boulogne-sur-Mer.
Les concerts s’enchaînent, mais Marcel prend tout de même le temps d’enregistrer un deuxième EP Disez pas sans l’sachant à six, sans chanteur attitré. C’est donc Franck et Tof’ qui assureront les parties vocales. Bien ancré au niveau de la scène alternative française, le groupe apparait sur plusieurs compilations et un nouveau chanteur, Jean-Jean est recruté en juin 1997. Marcel et son Orchestre joue alors aux Eurockéennes de Belfort. Beaucoup de nouveaux titres apparaissent au cours de cette tournée et le groupe entre en studio pour enregistrer Crâne pas, t'es chauve, qui sortira en décembre 1998 avec une pochette signée François Boucq. Les membres commencent à vivre de leur musique et la renommée de Marcel dépasse les frontières françaises. Un nouveau chanteur, Claude Brame (Clodio ou Cloclo), arrive dans le groupe en octobre 1999 et Marcel joue sur les plus grandes scènes de France, ainsi qu'au Québec. La tournée s’achève devant 40 000 personnes au festival des Vieilles Charrues, à Carhaix en juillet 2000.

### Succès
Le batteur d’origine ayant de graves problèmes d’oreille, il est remplacé par James Huiban (Bistek) en août 2000 et le groupe prépare l’enregistrement de son 3e album entre Lille et Bruxelles. Si t'en reveux, y'en re n'a ! sort en avril 2001, la pochette est dessinée par Jean Solé. Marcel tourne intensément et écume tous les festivals pendant deux ans.
Un premier album live, Youpii, Groovii, Heavii, Crazii, Sexii, Show !!! est enregistré à l’Aéronef de Lille en décembre 2001, au cours de deux soirées où les anciens membres du groupe apparaissent sur scène. Un EP inédit Marcel voit rouge sera édité à l’occasion de cette soirée. En juillet 2003, c’est Claude qui quitte le groupe et désormais Franck prendra les parties vocales, en alternance avec Tof’. Un clavier est recruté : David Laisné, et l’album suivant "Un pour tous, chacun ma gueule" voit le jour au mois de mai 2003. François Boucq est de retour pour la pochette. Les fans de Marcel et son orchestre sont de plus en plus nombreux et viennent assister déguisés aux concerts, en témoigne le CD/DVD Bornes to be en Live qui sort en 2005. Le concept D.D.D. (pour Danse, Déconne, Dénonce) est en marche, les Marcel manifestent leur soutien à des causes humanitaires (Greenpeace, soutien aux ouvriers de Métaleurop…). C’est aussi à cette époque que le groupe se produit à l'Olympia, à Paris.
Alternant tournée et studio, deux albums suivront : E=CM² en 2006, puis Bon Chic... Bon Genre ! en 2009, dont la pochette sera dessinée par Charb. À la même période, Pierrik Viard (Bidingue) viendra remplacer David derrière les claviers. Franck et le groupe seront à l’origine du projet hommage au chanteur François Béranger avec la compilation Tous ces mots terribles en 2008. Y apparaissent notamment Sanseverino, Hubert-Félix Thiéfaine, Jeanne Cherhal ou encore Gérard Blanchard, Tryo, La Rue Kétanou, et Loïc Lantoine. L’enthousiasme de l’époque est brisé par le décès soudain de Vincent Sarrazin (Agaboumboum) le 14 octobre 2009.

### Séparation
Usés par le rythme effréné imposé par les tournées, les membres du groupe annoncent que le prochain album de Marcel et son orchestre sera le dernier et qu’une tournée d’adieux suivra. Dans la joie jusqu’au cou sort au printemps 2011 et s’accompagne d’un deuxième album Tous les coups sont permis, une relecture de leurs meilleurs titres en version acoustique. Les Marcel apparaissent pour la première fois en vrai sur une pochette d’album. Les costumes et le maquillage sont très sobres, les déguisements de carnaval semblent rangés au placard pour la photo.
La tournée d’adieux se termine par deux concerts marathon à l’Aéronef de Lille les 14 et 15 décembre 2012, la famille Marcel et son Orchestre est au complet : tous les anciens membres apparaissent sur scène et les concerts durent plus de 4 heures, plus de 50 titres sont joués. Un album live, C’est ma dernière surprise-party !!, sorti l’année suivante, témoignant de cet évènement.
Franck Vandecasteele remonte sur scène en 2013 avec un nouveau projet plus tourné vers la chanson, Lénine Renaud, en compagnie de Cyril Delmote (les VRP, les Nonnes Troppo, les Suprêmes Dindes…). Deux albums suivront. En 2011, Jean-Baptiste Jiménez crée avec JNEB le groupe Mascarade dans lequel il officie en tant que guitariste. Les deux compères composent les instrus ensembles et JNEB s'occupe des paroles. Après 3 disques en DIY (JB enregistre et mixe les disques cependant que JNEB confectionne tous les clips du duo) et environ 80 dates, le groupe se sépare en 2017.

### Retours sporadiques
En décembre 2017, le groupe se réunit pour trois concerts à Lille, puis durant l'été 2018 se produit dans une douzaine de festivals.
En 2025, Marcel et son orchestre son prévu parmi les artistes présents lors du Main Square Festival de la même année,.

## Style musical et scène
Marcel et son orchestre est un groupe de rock festif aux accents punk et ska qui mêle chansons revendicatives et politiques (Si ça rapporte, Ramdam réclame, Blasphème…) et textes festifs (Arrête ton crin-crin, Ma sœur, La grosse madame…). Le groupe arbore sur scène des costumes et fripes dans l'esprit du Carnaval de Dunkerque, ce qui sera sa marque de fabrique tout au long de sa carrière.

## Membres

### Membres
- Mouloud (Franck Vandecasteele) – chant (depuis 2003), percussions (depuis 1986)
- Tof (Christophe Carlin) – trompette, trombone, guitare, chœurs, chant (depuis 1989)
- Tibal (Frédéric Labit) – saxophone, flûte, chœurs, chant (depuis 1989)
- Jb alias John Bob (Jean Baptiste Jimenez) – guitare, chœurs (depuis 1993)
- Bouli (Pascal Le Bon) – basse, chœurs (depuis 1996)
- Bistek (James Huiban) – batterie, percussions (depuis 2000)
- Bidingue (Pierrik Viard) – claviers, chœurs (depuis 2006)

### Anciens membres
- David (David Laisné) – clavier, saxophone (2003-2006)
- Clodio (Claude Brame) – chant (1999-2002)
- Agaboumboum (Vincent Sarrazin) – batterie (1988-2000)
- Jean-Jean – chant (1997-1999)
- Edouardo – chant (1994-1997)
- Laurent – basse (1988-1996)
- Damien (Damien Deltour) – chant (1993-1994)
- Grand Frank – chœurs, chorégraphies extrémistes (1991-1993)
- Toto – guitare hawaïenne (1988-1993)
- Luc – chant, guitare (1989-1993)
- Fred – trombone (1991)
- Nanou – chœurs (1989-1991)
- Sylvine – guitare, chant (1988)
- Fabrice – chant (1986-1989)

## Discographie

### Compilations
- 2000 : reprise de Elle s'appelle Françoise sur le disque Un hommach' à vous ottes ;
- 2001 : reprise de La Noche de accion sur le disque Mano Negra Illegal ;
- 2003 : reprise de Le Pornographe de Georges Brassens sur le disque Un pour tous… chacun ma gueule ;
- 2002 : reprise de T'as pas t'as pas tout dit de Boby Lapointe sur l'album Boby Tutti-Frutti - L'hommage délicieux à Boby Lapointe de Lilicub ;
- 2007 : reprise de Spock around the clock des Ludwig von 88 sur l'album Mort aux Ludwig von 88
- 2008 : reprise de Magouille blues de François Béranger sur le disque Tous ces mots terribles.

### DVD
- Bornes to be en live !, double DVD sorti en octobre 2005
- Pour la sortie du disque E=CM², Marcel et son Orchestre a sorti une édition limitée comprenant en bonus un DVD du concert de la Fête de l'Humanité en 2005.